# Richard Rojas
Richard Rojas (Cochabamba, 27 de fevereiro de 1975) é um ex-futebolista boliviano que atuava como meia.

## Carreira
Richard Rojas integrou a Seleção Boliviana de Futebol na Copa América de 2001 e 2004.